# Елвіс Костелло
Деклан Патрік МакМанус OBE (нар. 25 серпня 1954), професійно відомий як Елвіс Костелло (англ. Elvis Costello) — англійський співак, автор пісень і продюсер. За свою кар'єру він отримав кілька нагород, у тому числі премію «Греммі» у 2020 році і двічі був номінований на премію Brit Award як найкращий британський виконавець. У 2003 році його ввели до Зали слави рок-н-ролу. У 2004 році Rolling Stone поставив Костелло під 80 місце у своєму списку 100 найкращих артистів усіх часів.
Костелло розпочав свою кар'єру на лондонській паб-рок сцені на початку 1970-х років, а пізніше став частиною першої хвилі британського панку та нової хвилі, що виникла в середині-кінці 1970-х років. Його дебютний альбом My Aim Is True, який отримав схвалення критиків, вийшов у 1977 році. Невдовзі після його запису він створив Attractions як свою групу підтримки. Його другий альбом This Year's Model вийшов у 1978 році та посів 11 місце за версією Rolling Stone у списку найкращих альбомів з 1967 по 1987 рік. Його третій альбом Armed Forces вийшов у 1979 році, і містить його сингл з найвищими рейтингами «Oliver's Army» (номер 2 у Великій Британії). Усі його перші три альбоми з'явилися в списку 500 найкращих альбомів усіх часів Rolling Stone у 2003 році.
Костелло та Attractions гастролювали та записувалися разом протягом більшої частини десятиліття, хоча розбіжності між ними спричинили розрив у 1986 році. Значна частина роботи Костелло відтоді була сольною артисткою, хоча возз'єднання з учасниками Attractions приписують заслугам група протягом багатьох років. Лірика Костелло використовує широкий словниковий запас і часту гру слів. Його музика спиралася на багато різноманітних жанрів; один критик описав його як «поп-енциклопедію», здатну «відновити минуле на свій власний образ». З 2002 року його гастролююча група (з музикантами, що змінюються) була відома як Imposters.
Костелло був співавтором кількох оригінальних пісень для фільмів, зокрема «God Give Me Strength» із " Grace of My Heart " (1996, з Бертом Бахараком) і «The Scarlet Tide» з «Cold Mountain» (2003, з Ті-Боун Бернеттом). За останню Елвіс був номінований (разом з Бернеттом) на премію «Оскар» за найкращу оригінальну пісню та премію «Греммі» за найкращу пісню, написану для візуальних медіа.
Костелло та Attractions гастролювали та записувалися разом протягом більшої частини десятиліття, хоча розбіжності між ними спричинили розрив у 1986 році. Значна частина роботи Костелло відтоді була сольною артисткою, хоча возз'єднання з учасниками Attractions приписують заслугам група протягом багатьох років. Лірика Костелло використовує широкий словниковий запас і часту гру слів. Його музика спиралася на багато різноманітних жанрів; один критик описав його як «поп-енциклопедію», здатну «відновити минуле на свій власний образ». З 2002 року його гастролююча група (з музикантами, що змінюються) була відома як Imposters.
Костелло був співавтором кількох оригінальних пісень для фільмів, зокрема «God Give Me Strength» із «Grace of My Heart» (1996, з Бертом Бахараком) і «The Scarlet Tide» з «Cold Mountain» (2003, з Ті-Боун Бернеттом). За останню Елвіс був номінований (разом з Бернеттом) на премію «Оскар» за найкращу оригінальну пісню та премію «Греммі» за найкращу пісню, написану для візуальних медіа.

## Раннє життя
Деклан Патрік МакМанус народився 25 серпня 1954 року в лікарні Святої Марії в Паддінгтоні, Лондон, і має ірландське походження з боку батька. Він є сином Ліліан Алда (уроджена Аблетт; 1927—2021) та Росса МакМануса (1927—2011), джазового трубача та вокаліста, який виступав з оркестром Джо Лосса та пізніше як сольний акт кабаре. МакМанус-старший став хітом в Австралії (як Дей Костелло) зі своєю кавер-версією «The Long and Winding Road» Beatles у 1970 році.
МакМанус жив у Твікенгемі, Міддлсекс, навчався в католицькій початковій школі Св. Едмунда в сусідньому Віттоні, а потім у середній сучасній RC школі архієпископа Майерса, яка тепер є католицькою школою Св. Марка, у сусідньому Гаунслоу.
У 1971 році 16-річний МакМанус разом із матір'ю переїхав до Біркенхеда — неподалік від її рідного міста Ліверпуль — де разом із Алланом Мейсом він створив свій перший гурт — фолк -дует під назвою «Rusty». Після завершення навчання в коледжі Св. Франциска Ксаверія в Ліверпулі, МакМанус працював на кількох офісних роботах, щоб прогодувати себе, найвідомішою з яких був Елізабет Арден, де він працював клерком із введення даних. Це увічнено в тексті пісні «I'm Not Angry» як «фабрика марнославства». Він також деякий час працював оператором комп'ютера в комп'ютерному центрі Midland Bank у Бутлі.
Він повернувся до Лондона в 1974 році, де заснував Flip City, паб -рок- групу, яка діяла з 1974 до початку 1976 року. Перший запис Костелло в ефірі був з його батьком у телевізійній рекламі для Р. Уайта Lemonade («Я 'm a Secret Lemonade Drinker»), який вийшов в ефір у 1974 році. Його батько співав пісню, а Костелло співав бек-вокал; реклама отримала срібну нагороду на Міжнародному фестивалі реклами 1974 року. Він продовжував писати пісні та почав шукати контракт на сольний запис. У 1976 році він підписав контракт з незалежним лейблом Stiff Records на основі демо-запису. Його менеджер у Stiff Джейк Рів'єра, запропонував співаку, який тоді називався DP Costello, використовуючи Костелло як своє прізвище після сценічного імені свого батька Дей Костелло, почати використовувати ім'я Елвіс на честь Елвіса Преслі.

## Кар'єра

### 1970-ті
25 березня 1977 року Стіфф випустив перший сингл Костелло «Less Than Zero». Чотири місяці потому його дебютний альбом My Aim Is True (1977) був випущений і мав помірний комерційний успіх (№ 14 у Великій Британії, а згодом у Топ-40 у США), а Костелло з'явився на обкладинці у своїх фірмових окулярах великого розміру, що нагадує Бадді Холлі. Костелло не потрапив у чарти зі своїми ранніми синглами, серед яких «Less Than Zero» та балада «Alison». Записи Стіффа спочатку розповсюджувалися лише у Великій Британії, що означало, що перший альбом Костелло та сингли були доступні лише в США як дорогий імпорт. Розлючений тим, що жодна американська звукозаписна компанія досі не вважала за потрібне випустити його записи, Костелло спробував протестувати через Даючи вуличний виступ за межами лондонської конференції керівників CBS Records, і був заарештований за зловживання Через кілька місяців Костелло підписав контракт із Columbia Records (CBS у США).
Підтримку для дебютного альбому Костелло забезпечив американський гурт Clover із західного узбережжя, кантрі-група, що живе в Англії, учасники якої пізніше приєднаються до Huey Lewis and the News і Doobie Brothers. Костелло випустив свій перший великий хіт-сингл "Watching the Detectives ", який був записаний зі Стівом Нівом, Стівом Гулдінгом (ударні) та Ендрю Боднаром (бас) — останні двоє були учасниками групи підтримки Грема Паркера The Rumor. Пісня, додана до американської версії My Aim Is True, містить гострі вірші про те, як насолода телевізійним насильством замінюється реггі-ритмом. Пізніше в 1977 році Костелло сформував власну постійну групу підтримки, Attractions, до складу якої увійшли Стів Нів (фортепіано), Брюс Томас (бас-гітара) і Піт Томас (барабани; не має відношення до Брюса Томаса).
Костелло на сцені Massey Hall, Торонто, квітень 1978 року
17 грудня 1977 року Costello and the Attractions, як заміна Sex Pistols, мали зіграти «Less Than Zero» в Saturday Night Live; однак, наслідуючи бунтарський вчинок Джимі Хендрікса на шоу BBC, Костелло зупинив пісню в середині вступу, крикнувши «Стоп! Стоп!» зі своїм гуртом і замість цього заграв «Radio Radio» — пісню, яка критикує комерціалізацію радіохвиль, яку NBC і Лорн Майклз заборонили їм відтворювати. Згодом Костелло було заборонено брати участь у шоу (заборона була знята в 1989 році), і він отримав значну увагу як розлючений молодий чоловік. Його наполягання на виконанні "Radio Radio"виявився благом для його дебютного альбому, і його популярність вибухнула в США після виступу.
Після туру з іншими артистами Stiff, записаного на альбомі Live Stiffs Live, який містить версію Костелло стандарту Берта Бакарача / Хела Девіда «I Just Don't Know What to Do With Myself» — гурт записав This Year's Model (1978). Деякі з найпопулярніших треків включають британський хіт «(I Don't Want to Go to) Chelsea» та «Pump It Up». Його американська звукозаписна компанія вважала Костелло таким пріоритетом, що його прізвище замінило слово Columbia на етикетці оригінального диску. Перший тур The Attractions Австралією в грудні 1978 року відзначився суперечливим виступом у Сіднеї, коли, обурені тим, що група не вийшла на біс після короткого 35-хвилинного виступу, глядачі зруйнували частину сидінь. До кінця 1970-х років Костелло міцно утвердився як виконавець і автор пісень, а Лінда Ронштадт і Дейв Едмундс досягли успіху з його композиціями.
Під час туру по США та Канаді також було випущено канадський промо- альбом Live at the El Mocambo, який нарешті був офіційно випущений під час бокс-сету 2½ Years у 1993 році.
У 1979 році він випустив свій третій альбом «Збройні сили» (спочатку мав назву «Емоційний фашизм», фраза, яка містилася на внутрішній оболонці альбому). Американські видання включали міні-альбом зі швидкістю 45 обертів на хвилину, записаний наживо в спортзалі Голлівудської середньої школи в Голлівуді в 1978 році. І альбом, і сингл «Oliver's Army» посіли друге місце у Великій Британії, а початковий трек «Accidents Will Happen» отримав широке телебачення. завдяки інноваційному анімаційному музичному відео, режисерами якого були Аннабель Янкель і Роккі Мортон. Костелло також знайшов час у 1979 році, щоб продюсувати дебютний альбом гурту 2 Tone ska revival.the Specials і працював бек-вокалістом на This Is Your Life, альбомі гурту нової хвилі Twist.
Положення Костелло в США деякий час було підірване, коли в березні 1979 року під час п'яної сварки зі Стівеном Стіллзом і Бонні Брамлетт у барі Holiday Inn у Колумбусі, штат Огайо, співак назвав Джеймса Брауна «негром- негром». потім підвищив ставку, оголосивши Рея Чарльза «сліпим, неосвіченим неграм». Кілька днів потому Костелло виступив із суперечкою на прес-конференції в Нью-Йорку, заявивши, що він був п'яний і намагався бути огидним, щоб якнайшвидше завершити розмову, не чекаючи, що Брамлетт принесе свої коментарі пресі. За словами Костелло, «мені стало необхідно обурити цих людей найбільш огидними і образливими зауваженнями, які я міг висловити». У своїх примітках до розширеної версії Get Happy!! Костелло пише, що через деякий час після інциденту він відхилив пропозицію зустрітися з Чарльзом через почуття провини та збентеження, хоча сам Чарльз пробачив Костелло, сказавши, що «п'яні розмови не призначені для друку в газетах». Костелло багато працював у британському Rock Against Racism кампанії як до, так і після інциденту. В інтерв'ю Questlove (барабанщику Roots, з яким Костелло співпрацював у 2013 році) він заявив: «Це засмучує, тому що я не можу пояснити, як я взагалі міг подумати, що ти можеш бути смішним про щось подібне», і далі уточнюючи з: «Вибачте. Знаєте? Настав час сказати це вголос».
Костелло також є завзятим фанатом кантрі-музики та назвав Джорджа Джонса своїм улюбленим кантрі-співаком. У 1977 році він з'явився в дуетному альбомі Джонса My Very Special Guests, записавши пісню « Stranger in the House», яку вони згодом виконали разом у спеціальному шоу HBO, присвяченому Джонсу.

## 1980
Душевний Будь щасливим!! був першим із багатьох експериментів Костелло з жанрами поза тими, з якими він зазвичай асоціюється. Це також відзначило чітку зміну настрою від сердитого, розчарованого тону його перших трьох альбомів до більш оптимістичного, щасливого тону. Сингл «I Can't Stand Up for Falling Down» був старою піснею Сема та Дейва (хоча Костелло значно збільшив темп). У ліричному плані пісні сповнені характерної гри слів Костелло, аж до такої міри, що він згодом відчув, що став чимось на зразок самопародії, і пом'якшив це в наступних релізах; він насмішкувато описував себе в інтерв'ю як «чемпіон рок-н-ролу в Scrabble». Фестиваль спеки в серпні поблизу Торонто.
У січні 1981 року Костелло випустив Trust на тлі зростаючої напруги в Attractions, зокрема між Брюсом і Пітом Томасом. У США сингл «Watch Your Step» був випущений і прозвучав наживо в шоу Tomorrow Тома Снайдера, а також отримав трансляцію на рок-радіо FM. У Великій Британії сингл «Clubland» посів нижню сходинку чартів; наступний сингл «From a Whisper to a Scream» (дует із Гленном Тілбруком із Squeeze) став першим синглом Костелло за понад чотири роки, який повністю пропустив чарти. Костелло також був співпродюсером популярного альбому Squeeze 1981 року East Side Story (разом з Роджером Бечіріаном) і виконала бек-вокал у хіті групи «Спокуса».
У жовтні вийшов Almost Blue, альбом кавер-версій пісень кантрі, написаних такими виконавцями, як Хенк Вільямс («Why Don't You Love Me (Like You Used to Do?)»), Мерл Хаггард («Tonight the Bottle Let Me Down») і Грем Парсонс («Скільки я брехав»). Альбом, який отримав неоднозначні відгуки, був даниною поваги музиці кантрі, на якій Костелло виріс, слухаючи її, особливо Джорджа Джонса. Перші тиражі платівки у Великій Британії містили наклейку з повідомленням: «УВАГА: цей альбом містить кантрі та західну музику та може викликати радикальну реакцію у вузьких слухачів». Хороший рік для троянд (написаний Джеррі Чеснатом), яка досягла 6 місця.
Imperial Bedroom (1982) мав набагато темніший звук, частково завдяки розкішній продукції Джеффа Емеріка, відомого автором кількох записів Beatles. Він залишається одним із його платівок, який отримав найбільше визнання критиків, але він знову не зміг створити жодного хіт-сингла — «You Little Fool» і « Man Out of Time», які отримали визнання критиків, не потрапили до Топ-40 у Великобританії. Костелло сказав, що йому не сподобався маркетинговий виступ альбому. Imperial Bedroom також містить пісню Костелло «Almost Blue», натхненну музикою джазового співака та трубача Чета Бейкера,).
У 1983 році він випустив Punch the Clock, у якому поряд із Attractions виступив жіночий бек-вокальний дует (Afrodiziak) і валторна з чотирьох частин (the TKO Horns). Клайв Лангер (який був співпродюсером з Аланом Вінстенлі) надав Костелло мелодію, яка згодом стала «Shipbuilding», у якій було соло на трубі Бейкера. До випуску власної версії Костелло, версія пісні була другорядним британським хітом для колишнього засновника Soft Machine Роберта Ваятта.
Під псевдонімом The Imposter Костелло випустив «Pills and Soap», напад на зміни в британському суспільстві, спричинені тетчеризмом, випущений напередодні загальних виборів у Великобританії 1983 року. Punch the Clock також створив міжнародний хіт у синглі «Everyday I Write the Book», якому сприяло музичне відео, у якому зображені двійники принца Чарльза та принцеси Діани, які переживають домашні конфлікти в передмісті. Ця пісня стала першим топ-40 хітом Костелло в США. Також того ж року Костелло виконав вокал у версії пісні Madness «Tomorrow's Just Another Day», випущеній як Б-бік.
Напруга в групі — особливо ніж Костелло та басистом Брюсом Томасом — почала проявлятися, і Костелло оголосив про свій відхід і розпад групи незадовго до запису Goodbye Cruel World (1984). Пізніше Костелло скаже про цей запис, що вони «зрозуміли його якомога не так з точки зору виконання». Платівка була погано прийнята після її першого випуску; примітки до перевидання Rykodisc 1995 року, написані Костелло, починаються зі слів «Вітаємо! Ви щойно придбали наш найгірший альбом». Вихід Костелло на пенсію, хоч і був недовгим, супроводжувався двома збірками, Elvis Costello: The Man in the UK, Europe and Australia та The Best of Elvis Costello & The Attractionsв США
У 1985 році він виступив на благодійному концерті Live Aid в Англії, співаючи пісню The Beatles «All You Need Is Love» як сольний артист. (Захід був переповнений, і Костелло попросили «викинути гурт».) Костелло представив пісню як «стару північноанглійську народну пісню», і глядачам було запропоновано заспівати приспів. У тому ж році Костелло об'єднався з другом Ті-Боун Бернеттом для синглу «The People's Limousine» під псевдонімом The Coward Brothers. Того року Костелло також продюсував «Rum Sodomy & the Lash» для ірландського панк/фолк-гурту Pogues.
У 1985 році Костелло також з'явився у фільмі Алана Бліздейла «Немає капітуляції», зігравши невелику роль дуже поганого сценічного фокусника, найнятого для виступу в похмурому нічному клубі Ліверпуля в похмуру новорічну ніч.
Зростання антипатії між Костелло та Брюсом Томасом сприяло першому розриву Attractions у 1986 році, коли Костелло готувався до повернення. Працюючи в США з Бернеттом, групою, до складу якої входило кілька сайдменів Елвіса Преслі (зокрема Джеймса Бертона та Джеррі Шеффа), а також незначний внесок у Attractions, він продюсував King of America, акустичний гітарний альбом із кантрі-звучанням. Його було виставлено у виконанні «The Costello Show featuring the Attractions and Confederates» у Великобританії та Європі та «The Costello Show featuring Elvis Costello» у Північній Америці. Приблизно в цей час він юридично змінив своє ім'я на Деклан МакМанус, додавши Алоїзіус як додаткове друге ім'я. Костелло переоснастив свій майбутній тур, щоб дозволити кілька ночей у кожному місті, граючи одну ніч із Confederates, одну ніч із Attractions і одну ніч із сольною акустикою. У травні 1986 року він виступив на благодійному концерті Self Aid, який відбувся в Дубліні і присвячений хронічному безробіттю, яке було широко поширене в Ірландії того часу.
Пізніше того ж року Костелло повернувся до студії з Attractions і записав Blood & Chocolate, який був оцінений за пост-панковий запал, якого не було чути з 1978 року This Year's Model. Це також ознаменувало повернення продюсера Ніка Лоу, який продюсував перші п'ять альбомів Костелло. Незважаючи на те, що Blood & Chocolate не змогли потрапити на хіт-сингл будь-якого значення, вони створили те, що відтоді стало однією з фірмових концертних пісень Костелло, «I Want You». У цьому альбомі Костелло взяв псевдонім Наполеон Динаміт, ім'я, яке він пізніше приписав персонажу ведучого, якого він грав під час туру в стилі водевілю на підтримку Blood & Chocolate (псевдонім раніше використовувався в 1982 році, коли сингл «Imperial Bedroom» на стороні B був приписаний Наполеону Данаміту та Королівській гвардії; питання про те, чи назва фільму 2004 року "Наполеон Динаміт" була натхненна Костелло, є суперечливим). Після туру Blood & Chocolate Костелло розійшовся з Attractions, головним чином через напруженість між Костелло та Брюсом Томасом. Костелло продовжував працювати з Attraction Pete Thomas як сесійний музикант для майбутніх релізів.
Контракт на звукозапис Костелло з Columbia Records закінчився після Blood & Chocolate. У 1987 році він випустив альбом-компіляцію Out of Our Idiot на своєму британському лейблі Demon Records, який складався з слайдів, слайд-проектів і невиданих пісень із сесій запису з 1980 по 1987 рік. Він підписав новий контракт з Warner Bros. на початку 1989 року випустив Spike, який породив його найбільший сингл у США, Топ-20 хіт "Veronica", одну з кількох пісень, які Костелло написав у співавторстві з Полом Маккартні. На церемонії нагородження MTV Video Music Awards 6 вересня 1989 року в Лос-Анджелесі «Вероніка» отримала нагороду MTV за найкраще чоловіче відео.

## 1990-ті
У 1991 році Костелло випустив Mighty Like a Rose, який містив сингл " The Other Side of Summer ". Разом з Річардом Харві він також був співавтором і продюсером назви та супутньої музики для міні-серіалу G.BH Алана Бліздейла. Цей повністю інструментальний і переважно оркестровий саундтрек отримав BAFTA за найкращу музику до телесеріалу для пари.
У 1993 році Костелло експериментував з класичною музикою, співпраця з квартетом Бродського [35] [36] над "Листами Джульєтти ", яку критики схвалили. У цей період він написав матеріал для Венді Джеймс на цілий альбом, і ці пісні стали треками в її сольному альбомі Now Ain't the Time for Your Tears 1993 року. Наступного року Костелло повернувся до рок-н-ролу з проектом, який возз'єднав його з Attractions, Brutal Youth. У 1995 році він випустив Kojak Variety, альбом кавер-версій пісень, записаних п'ятьма роками раніше, а в 1996 році він випустив альбом пісень, спочатку написаних для інших виконавців, All This Useless Beauty.. Це був останній альбом оригінального матеріалу, який він випустив за своїм контрактом з Warner Bros., а також його останній альбом із Attractions.
Навесні 1996 року Костелло відіграв серію інтимних клубних побачень, супроводжуючи лише Стіва Ніва на фортепіано, на підтримку All This Useless Beauty. Наступний літній та осінній тур із Attractions став посмертним дзвоном для групи. Стосунки між Костелло та басистом Брюсом Томасом перебувають у точці розриву, тому Костелло оголосив, що поточний тур буде останнім для Attractions. 1 вересня 1996 року квартет виконав своє останнє шоу в США в Сіетлі, штат Вашингтон, перед завершенням туру в Японії. Костелло продовжував часто працювати з Attractions Стівом Нівом і Пітом Томасом; зрештою, обидва стали учасниками нового резервного гурту Костелло The Imposters.
Щоб виконати свої договірні зобов'язання перед Warner Bros., Костелло випустив альбом найкращих хітів під назвою Extreme Honey (1997). Він містив оригінальний трек під назвою «The Bridge I Burned», у якому брав участь син Костелло, Метт, як бас. У проміжний період Костелло працював мистецьким головою фестивалю Meltdown 1995 року, що дало йому можливість дослідити свої дедалі еклектичніші музичні інтереси. Його участь у фестивалі привела до одноразового живого міні-альбому з джазовим гітаристом Біллом Фріселлом, який містив як кавер-матеріал, так і кілька його власних пісень.
У 1998 році Костелло підписав контракт із кількома лейблами з Polygram Records, який того ж року продав його материнська компанія, щоб стати частиною Universal Music Group. Костелло випустив свою нову роботу на тому, що він вважав придатним imprimatur у родині лейблів. Його перший новий реліз у рамках цього контракту передбачав співпрацю з Бертом Бакарачем. Їхня робота почалася раніше, у 1996 році, над піснею під назвою «God Give Me Strength» для фільму Grace of My Heart. Це спонукало пару написати та записати схвалений критиками альбом Painted From Memory, випущений за його новим контрактом у 1998 році на Mercury Records.лейбл, що містить пісні, які були в основному натхненні розірванням його шлюбу з Кейт О'Ріордан. Костелло та Бахарах зіграли кілька концертів із супроводом оркестру, а також записали оновлену версію пісні Бахараха " I'll Never Fall in Love Again " для саундтреку до фільму " Остін Пауерс: Шпигун, який мене трахнув ", і обидва знялися у фільмі для виконання. пісня. Він також написав «I Throw My Toys Around» для The Rugrats Movie і виконав її з No Doubt. Того ж року він співпрацював із Педді Молоні з The Chieftains над «The Long Journey Home» у саундтреку PBS / Disney. Міні-серіал "Ірландці в Америці: довга дорога додому ". Саундтрек отримав Греммі в 1999 році [37].
У 1999 році Костелло написав версію "Вона", випущену в 1974 році Шарлем Азнавуром і Гербертом Кретцмером, для саундтреку до фільму "Ноттінг Гілл", продюсером якого став Тревор Джонс. На 25-ту річницю Saturday Night Live Костелло запросили на програму, де він відтворив свою різку зміну пісні: однак цього разу він перервав пісню Beastie Boys "Sabotage", і вони виступили як його акорд-група для "Радіо радіо".

## 2000-ті
З 2001 по 2005 рік Костелло перевидав свій попередній каталог у США, від My Aim Is True (1977) до All This Useless Beauty (1996), на подвійних дисках на лейблі Rhino Records. Ці релізи, кожен з яких містив другий диск із бонусним матеріалом, остаточно припинили друк у 2007 році після того, як Universal Music придбала права на каталог Костелло. Пізніше Universal випустив нові розкішні видання My Aim Is True і This Year's Model з новими бонусними матеріалами повноформатних концертів з моменту виходу кожного альбому. Ці розкішні видання також вийшли з друку, і Universal повернулася до перевидання альбомів Костелло до 1987 року в їх оригінальному контексті без додаткового матеріалу.
У 2000 році Костелло з'явився в Ратуші в Нью-Йорку в опері Стіва Ніва Welcome to the Voice разом із Роном Секссмітом і Джоном Фленсбургом у фільмі They Might Be Giants. У 2001 році Костелло був художником-резидентом в Каліфорнійському університеті в Лос- Анджелесі і написав музику для нового балету. Він продюсував і з'явився в альбомі поп-пісень для класичної співачки Анни Софі фон Відтер. Він випустив альбом When I Was Cruel у 2002 році на Island Records і гастролював з новою групою Imposters (по суті Attractions, але з іншим бас-гітаристом, Дейві Фарагером, колишнім Cracker). Він з'явився в ролі самого себе в епізоді „Як я провів свої канікули“ Сімпсонів.
23 лютого 2003 року Костелло разом з Брюсом Спрінгстіном, Стівом Ван Зандтом і Дейвом Гролом виконав версію пісні Clash „London Calling“ на 45-й церемонії вручення премії „Греммі“ на честь померлого фронтмена Clash Джо Страммера. грудень попереднього року. У березні Elvis Costello & the Attractions були включені до Зали слави рок-н-ролу. У травні він оголосив про свої заручини з канадською джазовою співачкою та піаністкою Діаною Кролл, яку він бачив на концерті, а потім зустрів за лаштунками Сіднейського оперного театру в Австралії. Того вересня його звільнилиNorth, альбом балад на фортепіано про розпад його колишнього шлюбу та його закоханість у Кралл. Того ж року Костелло з'явився в телевізійному серіалі „Фрейзер“ як фолк-співак у кафе „Нервоза“, відправивши Фрейзера та Найлза на пошуки нового кафе-бару.
12 березня 2003 року Костелло замінив Девіда Леттермана на пізньому шоу з Девідом Леттерманом на вечір, коли Леттерман одужував від інфекції очей.
Пісня „Scarlet Tide“ (спільно написана Костелло та Ті-Боуном Бернеттом і використана у фільмі „Холодна гора“) була номінована на премію „Оскар“ 2004 року ; він виконав її на церемонії нагородження з Елісон Краусс, яка заспівала пісню в офіційному саундтреку. Костелло стала співавтором багатьох пісень на компакт-диску Кралла „Дівчина в іншій кімнаті“ 2004 року, першому з її компакт-дисків, який містить кілька оригінальних композицій. У липні 2004 року в Нью-Йорку було виконано перший повномасштабний оркестровий твір Костелло Il Sogno. Твір, балет за п'єсою Шекспіра „ Сон в літню ніч“., був створений на замовлення італійської танцювальної трупи Aterballeto і отримав схвалення критиків класичної музики. У виконанні Лондонського симфонічного оркестру під керівництвом Майкла Тілсона Томаса запис був випущений на компакт-диску у вересні Deutsche Grammophon. У вересні 2004 року Костелло випустив альбом The Delivery Man, записаний в Оксфорді, штат Міссісіпі, на Lost Highway Records, і він був визнаний одним з його найкращих.
Компакт-диск із записом співпраці з Меріан МакПартленд у її шоу Piano Jazz був випущений у 2005 році. На ньому Костелло співає шість джазових стандартів і дві власні пісні в супроводі МакПартленд на фортепіано. У листопаді Костелло почав запис нового альбому з Алленом Туссеном і продюсером Джо Генрі. The River in Reverse був випущений у Великобританії на лейблі Verve наступного року в травні.
Тур 2005 року включав концерт у Гластонбері, який Костелло вважав настільки жахливим, що сказав: „Мені байдуже, чи я колись знову буду грати в Англії. Цей концерт вирішив я більше не повертатися. Мені це не подобається“. Ми втратили зв'язок. Пройшло 25 років, як я там жив. Я не копаю це, вони не копають мене….Британські фанати музики не мають такого ставлення до віку, як вони в Америці, де молоді люди приходять перевірити, кажуть Віллі Нельсон. Вони відчувають певний зв'язок із ним і знаходять роль для цієї музики у своєму житті».
Після урагану Катріна Костелло та Аллен Туссент виступили в Нью-Йорку на серії благодійних концертів Hurricane Relief у вересні 2006 року. До кінця тижня Костелло написав «The River in Reverse», виконав її з Туссеном і обговорив плани щодо альбом із керівництвом Verve Records. Результатом стала композиція Костелло «The River in Reverse», яка є співпрацею з New Orleanian, Allen Toussaint і записана з The Crescent City Horns. Костелло звернувся до старих пісень, щоб відобразити національний недуг того часу.
У студійному записі опери Nieve Welcome to the Voice (2006, Deutsche Grammophon) Костелло інтерпретував персонажа начальника поліції з Барбарою Бонні, Робертом Ваяттом, Стінгом і Амандою Рукрофт, і альбом досяг 2-го місця в класиці Billboard. діаграми. Пізніше Костелло повторив твір на сцені Театру Шатле в Парижі в 2008 році зі Стінгом, Джо Самнером (сином Стінга) і Сільвією Шварц. Також у 2006 році був випущений живий запис концерту з Metropole Orkest на джазовому фестивалі Північного моря під назвою My Flame Burns Blue. Саундтрек до фільму Хаус, доктор медицини містить інтерпретацію Костелло «Beautiful» Крістіни Агілери, пісня з'являється у другому епізоді 2 сезону.
Датська королівська опера в Копенгагені доручила Костелло написати камерну оперу на тему закоханості Ганса Крістіана Андерсена у шведську сопрано Дженні Лінд. Під назвою "Таємні пісні " він залишився незавершеним. Під час вистави 2007 року, здійсненої Каспером Бехом Холтеном у театрі-студії Опери (Takelloftet), готові пісні перемежовувалися п'єсами зі спільного класичного альбому Костелло «Листи Джульєтти» 1993 року, де Лінд грала датська сопрано Сіне Бундгаард. Альбом Secret, Profane & Sugarcane 2009 року містить матеріали зТаємні пісні.
22 квітня 2008 року Momofuku було випущено на Lost Highway Records, на тому самому лейблі, який випустив The Delivery Man, його попередній студійний альбом. Альбом, принаймні спочатку, був випущений виключно на вінілі (з кодом для завантаження цифрової копії). Того літа, на підтримку альбому, Костелло гастролював з Police в останньому етапі їхнього Reunion Tour 2007/2008. 25 червня 2006 року Костелло відіграв концерт у Ліверпульській філармонії. У тому ж місяці він дав свій перший виступ у Польщі, виступивши з The Imposters на заключному концерті Мальтійського театрального фестивалю в Познані.
У липні 2008 року Костелло (як Деклан МакМанус) з'явився в рідному місті Ліверпуль, де йому було присуджено почесний ступінь доктора музики Ліверпульського університету. Між 2008 і 2010 роками Костелло вів серіал «Spectacle» на Channel 4/CTV, у якому Костелло спілкувався та виступав із зірками в різних сферах, стилізований подібно до «Inside the Actors Studio». Між двома сезонами серіалу було зібрано 20 епізодів, включно з одним, де у Костелло брала інтерв'ю актриса Мері-Луїза Паркер. Костелло був представлений в альбомі Fall Out Boy 2008 року Folie à Deux, забезпечуючи вокал у треку « What a Catch, Donnie», разом з іншими артистами, які дружать із групою.
Костелло з'явився в телевізійному спеціальному серіалі Стівена Кольбера « Різдво Колберта: найкращий подарунок з усіх». У програмі його з'їв ведмідь, але пізніше врятував Санта-Клаус ; він також заспівав дуетом з Кольбером. Спеціальна програма вперше вийшла в ефір 23 листопада 2008 року 9 червня 2009 року Костелло випустив Secret, Profane & Sugarcane у співпраці з T-Bone Burnett. Це був його перший альбом на лейблі Starbucks Hear Music і повернення до кантрі-музики. на манер Good Year for the Roses.
Костелло виступає на знак поваги до музичних легенд Чака Беррі та Леонарда Коена, які були лауреатами першої щорічної премії PEN Awards за досконалість у написанні пісень, у Президентській бібліотеці імені Джона Кеннеді в Бостоні, Массачусетс, 26 лютого 2012 року.
Костелло з'явився в образі самого себе у фіналі третього сезону серіалу «30 рок» і заспівав у епізоді знаменитого телемарафону «Нирка зараз!». В епізоді згадується ім'я Костелло, коли Джек Донагі звинувачує його в приховуванні своєї справжньої особи: «Деклан МакМанус, міжнародний злодій мистецтва».
У травні 2009 року Костелло несподівано з'явився в епізодичній ролі на сцені Beacon Theatre у Нью-Йорку в рамках шоу Unwigged and Unplugged Spinal Tap, заспівавши їхній вигаданий хіт 1965 року «Gimme Some Money» з гуртом, який його акомпанував.

## 2010-ті
15 травня 2010 року Костелло оголосив, що відмовиться від концерту в Ізраїлі, виступаючи проти ставлення Ізраїлю до палестинців. У заяві на своєму веб-сайті Костелло написав: «Було необхідно викинути з чудаків брехливість пропаганди, подвійну гру та істеричну мову політики, марнославство та самовдоволення публічних заяв, щоб зрештою просіяти мій власні суперечливі думки».
Також у 2010 році Елвіс Костелло з'явився в ролі самого себе в телевізійному серіалі Девіда Саймона Treme. Костелло випустив альбом National Ransom восени 2010 року. У 2011 році Костелло з'явився як сам на вулиці Сезам, щоб виконати пісню з Елмо та Кукі Монстром під назвою «Monster Went and Ate My Red 2», гра на "Ангели хочуть носити мої червоні туфлі.
26 лютого 2012 року Костелло віддав данину поваги музичним легендам Чаку Беррі та Леонарду Коену, які були лауреатами першої щорічної премії PEN Awards за досконалість у написанні пісень, у Президентській бібліотеці імені Джона Кеннеді в Бостоні, штат Массачусетс, 26 лютого 2012 року. У вересні 2013 року Костелло випустив Wise Up Ghost у співпраці з Roots. 25 жовтня 2013 року Костелло отримав ступінь почесного доктора музики в Консерваторії Нової Англії. Його мемуари Unfaithful Music & Disappearing Ink вийшли в жовтні 2015 року.
12 жовтня 2018 року Костелло випустив свій перший студійний альбом за п'ять років, Look Now, записаний з The Imposters. Альбом містить три пісні, написані у співавторстві з Бертом Бакарачем, і одну пісню, написану у співавторстві з Керол Кінг. Костелло сам написав і продюсував більшу частину альбому за допомогою продюсера Себастьяна Криса. 26 січня 2020 року Look Now отримав премію «Греммі» за найкращий вокальний традиційний поп-альбом на 62-й церемонії вручення премії «Греммі».
Костелло був призначений офіцером Ордена Британської імперії (OBE) у 2019 році за заслуги в музиці.

## 2020-ті
У 2021 році Костелло випустив Spanish Model, ремікс This Year's Model 1978 року з іспанським текстом. Співаки з іспаномовних частин світу за допомогою іспаномовних авторів пісень переклали всі 16 пісень альбому на іспанську мову з новим вокалом, налаштованим на оригінальний запис та інструментарій Attractions. Серед співаків були Хуанес, Хорхе Дрекслер, Луїс Фонсі, Франсіска Валенсуела, Фуего, Драко Роза та Фіто Паес.
У 2021 році Костелло з'явився на Royal Variety Performance, виконавши дві пісні з Imposters. Він був представлений MC Аланом Карром як людина, яка досягла всього, крім появи на Royal Variety Performance. Між піснями Костелло повідомив публіку, що він другий МакМанус, який з'явився. Його батько Росс з'явився в 1960-х роках з «Якби я мав молот».
У січні 2022 року він виступав на The Graham Norton Show. Того ж місяця він випустив платівку The Boy Named If, записану з Imposters.

## Особисте життя

### Відносини
Костелло був одружений тричі, перший раз у 1974 році на Мері Бургойн, від якої він мав сина Меттью. Ближче до кінця свого першого шлюбу Костелло знову закрутив/знову закрутив роман із Бебе Буелл, тодішньою дівчиною Тодда Рундгрена. Буелл сказав, що вона була джерелом натхнення для деяких з найгіркіших пісень про кохання Костелло з епохи збройних сил, хоча Костелло заперечив, стверджуючи, що більшість із цих пісень були написані до того, як він зустрів Буелл.
У 1985 році Костелло почав співпрацювати з Кейт О'Ріордан, тодішнім басистом лондонської ірландської групи Pogues, коли він продюсував альбом Pogues Rum Sodomy and the Lash. Вони одружилися в 1986 році і розлучилися наприкінці 2002 року.
Костелло заручився з піаністкою-вокалісткою Діаною Кролл у травні 2003 року і одружився з нею в будинку Елтона Джона 6 грудня того ж року. Кролл народила синів-близнюків 6 грудня 2006 року в Нью-Йорку.

### Вегетаріанство
Пескатарій з початку 1980-х, Костелло каже, що відмовився від м'яса після перегляду документального фільму «Фільм про тварин» (1982), який також надихнув його пісню «Pills and Soap» із фільму «Punch the Clock» 1983 року. У січні 2013 року Костелло об'єднався з Полом Маккартні, щоб створити рекламну кампанію, що підтримує вегетаріанські продукти, вироблені брендом Linda McCartney Foods.

### Футбол
Костелло є захопленим футбольним уболівальником, який з дитинства вболівав за футбольний клуб Прем'єр-ліги «Ліверпуль» і з'явився на Channel 4 Football Italia як експерт. 25 травня 2005 року Костелло мав вийти на сцену зі своїм гуртом на концерті в Норвічі, який суперечив «Ліверпулю» у фіналі Ліги чемпіонів УЄФА 2005 проти «Мілана». Коли «Ліверпуль» програвав з рахунком 3–0 у перерві, Костелло мав вийти на сцену та почав розігрівати свій голос, готуючись до концерту, перш ніж вирішив: «Я міг би побачити перші кілька хвилин другого тайму». Коли «Ліверпуль» влаштував дивовижне повернення (з тих пір, як його охрестили «Чудом у Стамбулі»), забивши три голи за шість хвилин і зробивши рахунок 3–3, Костелло відклав свою появу на сцені більше години. У зв'язку з тим, що гра закінчилася пенальті, після великої затримки у нього не було іншого вибору, як вийти на сцену, а Костелло згадував: "Я докладав усіх зусиль, щоб не дивитися на екран телевізора через барну стійку в глибині кімнати, але слова «Ой, чорт, він скучив» могли випадково вкратися в текст «Good Year for the Roses». Коли «Ліверпуль» перемагав, коли він був на сцені, захоплений Костелло почав виконувати гімн клубу «You'll Never Walk Alone».

### Здоров'я
У липні 2018 року Костелло скасував решту шести дат свого європейського туру за вказівкою лікаря, відновлюючись після операції з лікування раку. Костелло вибачився перед своїми шанувальниками та сказав, що спочатку думав, що достатньо відновився після операції, щоб завершити тур.

### Гуманітарні причини
Костелло є членом консультативної ради ради директорів Jazz Foundation of America. Костелло почав співпрацювати з Jazz Foundation у 2001 році, і з 2006 року був відомим виконавцем їхнього щорічного бенефісу A Great Night in Harlem. Костелло присвятив свій час роботі з Jazz Foundation of America, щоб врятувати домівки та життя літніх джазових і блюзових музикантів Америки, включно з музикантами, які пережили ураган Катріна. Він також виступав на благодійному концерті Фонду Севи.
У 2017 році Костелло допоміг створити Фонд лікування музикантів (MTF) як член ради директорів, щоб допомогти незастрахованим професійним музикантам отримати безкоштовну ортопедичну допомогу при травмах верхніх кінцівок. У жовтні 2017 року він виступив із моноспектаклем для першого бенефісу фонду в The Paramount Theatre в Остіні, штат Техас. До п'ятиріччя MTF Костелло продюсував з Ті Боун Бернеттом спеціальний концерт — Elvis Costello & Friends: King of America and Other Realms at Austin City Limits Live 2 грудня 2022 року.

## Співпраця
На додаток до його основної співпраці з Бертом Бакарахом, Квартетом Бродського та Анною Софі фон Оттер, Костелло часто брав участь в інших співпрацях.
У 1981 році Гленн Тілбрук із Squeeze та Мартін Белмонт із Rumor взяли участь у запису пісні «From a Whisper to a Scream» з альбому Trust. Приблизно в цей час він також співпрацював з Крісом Діффордом, також із Squeeze, щоб написати додатковий текст для пісні «Boy With a Problem», яка з'явилася в альбомі Костелло «Imperial Bedroom» 1982 року. У 1984 році Деріл Голл виконав бек-вокал у пісні «The Only Flame in Town» з альбому Goodbye Cruel World. Наступного року він співав з Енні Леннокс у пісні "Adrian"запис Be Yourself Tonight.
У 1987 році Костелло почав співпрацювати з Полом Маккартні у написанні пісень. За короткий проміжок часу разом вони написали кілька пісень, які були випущені протягом кількох років. Ці пісні включали: «Back On My Feet», B-сторона синглу Маккартні 1987 року «Once Upon a Long Ago», пізніше додана як бонус-трек до перевидання пісні Маккартні «Flowers in the Dirt» 1993 року.
«Вероніка» Костелло та «Pads, Paws and Claws» з його альбому Spike (1989)
Маккартні «My Brave Face», «Don't Be Careless Love», «That Day Is Done» і дует Маккартні/Костелло «You Want Her Too», усі з фільму Маккартні Flowers in the Dirt (1989)
«So Like Candy» і «Playboy to a Man» із фільму Костелло «Могутній, як троянда» (1991)
«Коханці, яких ніколи не було» та «Коханка та покоївка» з фільму Маккартні «На місці» (1993).
«Неглибока могила» з фільму Костелло «Вся ця марна краса» (1996).
Костелло також випустив сольні демо-записи «Veronica», «Pads, Paws and Claws» і «Mistress and Maid» (пісня, яку він інакше не записував). Дві інші офіційно невидані композиції Маккартні/Костелло також існують як демо («Tommy's Coming Home» і «Twenty Fine Fingers»). Ці два треки разом з іншими демо-записами мелодій Маккартні/Костелло, які вони випустили, були масово контрабандними та були випущені на виданні Paul McCartney Archive Flowers in the Dirt.
У 1987 році він з'явився в спеціальному серіалі каналу HBO «Рой Орбісон і друзі, Чорно-біла ніч», де знявся його давній кумир Рой Орбісон. У 1988 році Костелло разом з Еймі Манн написав «The Other End (Of the Telescope)»; ця пісня з'являється в альбомі Til Tuesday Everything's Different Now.
У 1994 році він заспівав пісню «They Can't Take That Away From Me» з Тоні Беннетом для MTV Unplugged, яка з'явилася в альбомі, випущеному з трансляції. У 2000 році Костелло написав текст до «Green Song», сольного віолончельного твору Сванте Генрісона; ця пісня з'являється в альбомі Anne Sofie von Otter For the Stars.
У 2005 році Костелло виступав з фронтменом Green Day Біллі Джо Армстронгом. Вони разом грали пісні Костелло і Green Day, зокрема «Alison», «No Action», «Basket Case» і «Good Riddance (Time of Your Life)». Наприкінці 2005 року Костелло виступав з Алленом Туссеном у Нью-Йорку на кількох концертах допомоги жертвам урагану Катріна та продюсував студійний альбом The River in Reverse. Крім того, у Костелло була історія співпраці з Туссеном, починаючи з кількох розрізнених альбомних треків у 1980-х роках і закінчуючи наслідками урагану Катріна з постановкою The River in Reverse.
У 2006 році Костелло виступав з Фіоною Еппл у спеціальній програмі Decades Rock TV. Apple виконав дві пісні Костелло, а Костелло виконав дві пісні Apple.
У 2007 році Костелло співпрацював з аргентинсько-уругвайським гуртом електро — танго Bajofondo над піснею «Fairly Right» з альбому Mar Dulce. У 2008 році Костелло співпрацював з Fall Out Boy над треком «What a Catch, Donnie» з їх альбому Folie a Deux. У випуску Дженні Льюїс «Acid Tongue» 2008 року Костелло виконав вокал для пісні «Carpetbaggers». У листопаді 2009 року Костелло з'явився наживо з Брюсом Спрінгстіном і E Street Band в Madison Square Garden і виконав пісню Джекі Вілсон «(Your Love Keeps Lifting Me) Все вище і вище».
У грудні 2009 року Костелло зіграв The Shape в альбомі Ghost Brothers of Darkland County, який був створений рок-співаком Джоном Мелленкампом і романістом Стівеном Кінгом. У лютому 2010 року Костелло з'явився в прямому кінематографічному ефірі Garrison Keillor 's Prairie Home Companion, співаючи кілька своїх власних пісень і беручи участь у багатьох інших музичних і акторських виставах шоу. 30 квітня 2011 року він виконав пісню «Pump it Up» з Odds перед початком гри плей-офф Vancouver Canucks на Rogers Arena у Ванкувері, Британська Колумбія.
У 2012 році він грав на гавайській гітарі, мандоліні, гітарі та додав бек-вокал на 11-му студійному альбомі Діани Кролл «Glad Rag Doll» (як «Howard Coward»). 10 вересня 2013 року він грав під час події Apple у вересні 2013 року після презентації iTunes Radio, iPhone 5C та 5S у Ратуші, на кампусі Apple.
На альбомі Gov't Mule Shout!, що вийшов у вересні 2013 року, він співав у треку «Funny Little Tragedy». У березні 2014 року Костелло записав Lost on the River: The New Basement Tapes з Ріаннон Гідденс, Тейлором Голдсмітом, Джимом Джеймсом і Маркусом Мамфордом. Під час Detour 2016 року він виступає з Ларкін По.

## Спадщина
Костелло працював із Полом Маккартні, Madness, Тоні Беннетом, Бертом Бакарахом, Алленом Туссеном, Ті Боун Бернетт, Люсіндою Вільямс, Джонні Кешем, Кідом Роком, Лі Конітцем, Браяном Іно та Рубеном Блейдсом.
Костелло, друкуючись, часто підтримує твори інших. Він написав кілька творів для журналу Vanity Fair, у тому числі короткий опис того, якими були б ідеальні музичні вихідні. Він брав участь у написанні двох триб'ют-альбомів Grateful Dead і концертних каверів на пісні Джеррі Гарсії та Роберта Хантера «Ship of Fools», «Friend of the Devil», «It Must Have Been the Roses», «Ripple» і «Tennessee Jed». Його співпраця з Бакарачем вшанувала місце Бакараха в історії поп-музики. Костелло знімався в документальних фільмах про співаків Дасті Спрінгфілд, Браяна Вілсона, Ванду Джексон, і Stax Records у Мемфісі, штат Теннессі. Він взяв інтерв'ю в одного з тих, хто вплинув на нього, Джоні Мітчелл, і з'явився на релізі A Tribute to Joni Mitchell, виконавши «Edith and the Kingpin». Він виконав заголовну пісню триб'ют-збірки Чарльза Мінгуса Weird Nightmare. Він з'явився на триб'ют-альбомі Ніка Лоу Labor of Love, виконавши пісню Лоу «Egypt» і триб'ют-альбом Грема Парсонса The Return of the Grievous Angel, виконавши пісню Парсонса «Sleepless Nights». Він зіграв важливу роль у виведенні Sexsmith на широку аудиторію в 1995 році, відстоюючи його дебютний альбом у журналі Mojo, навіть з'явившись на обкладинці дебютного альбому Sexsmith.
У 2004 році Rolling Stone поставив його під № 80 у своєму списку 100 найкращих артистів усіх часів. У 2012 році Костелло був серед ікон британської культури, обраних художником сером Пітером Блейком для появи в новій версії його найвідомішого твору мистецтва — Sgt. Обкладинка альбому Pepper's Lonely Hearts Club Band — щоб відзначити британських культурних діячів свого життя, якими він найбільше захоплюється, щоб відзначити його 80-річчя. Після того, як його вибрали, Костелло зазначив: «Я завжди мріяв, що одного разу зможу потрапити в бутси Альберта Стаббінса [футболіста „Ліверпуля“, який з'явився на оригінальній ілюстрації]».